# Pimpla sumichrasti
Pimpla sumichrasti är en stekelart som beskrevs av Cresson 1874. Pimpla sumichrasti ingår i släktet Pimpla och familjen brokparasitsteklar. Inga underarter finns listade i Catalogue of Life.